# Dánsko na Letních olympijských hrách 1992
Dánsko se účastnilo Letní olympiády 1992 ve španělské Barceloně. Zastupovalo ho 110 sportovců (77 mužů a 33 žen) ve 14 sportech.

## Medailisté
| Medaile | Jméno                                                              | Sport      | Soutěž                         |
| ------- | ------------------------------------------------------------------ | ---------- | ------------------------------ |
| Zlato   | Jesper Bank Steen Secher Jesper Seier                              | Jachting   | Muži Soling Class              |
| Stříbro | Arne Nielsson Christian Frederiksen                                | Kanoistika | Muži C-2 1000 m                |
| Bronz   | Thomas Stuer-Lauridsen                                             | Badminton  | Muži dvouhra                   |
| Bronz   | Brian Nielsen                                                      | Box        | Muži váha supertěžká nad 91 kg |
| Bronz   | Jørgen Bojsen-Møller Jens Bojsen-Møller                            | Jachting   | Muži Flying Dutchman Class     |
| Bronz   | Ken Frost Jimmi Madsen Klaus Nielsen Jan Petersen Michael Sandstød | Cyklistika | Družstvo mužů stíhací závod    |